# Fuat Necati Öncel
Fuat Necati Öncel, né le 1er mai 1940 à Şanlıurfa, Turquie, est un avocat et homme politique turque et d'origine kurde.

## Biographie
Son père, Hacıisazade Halil Agha était un chef féodal et aussi un héros de la résistance d'Urfa contre l'invasion française de 1920. Il a fini ses études de droit à l'université d'Istanbul en 1969. Il a commencé sa carrière politique et légale à Viranşehir, Şanlıurfa. Après avoir travaillé aux différents niveaux de l'organisation de CHP à Şanlıurfa, il a contribué à la création de Parti social-démocrate en Turquie en 1983. Il était le président de l'organisation du Parti social-démocrate à Şanlıurfa. Il était aussi l'un des fondateurs du Parti social-démocrate populaire (SHP) qui est formé avec l'union de Parti social-démocrate et du Parti populaire et il a servi dans le comité central de discipline de ce nouveau parti. Il s'est opposé à l'expulsion de quelques membres et il a résigné de son poste au comité de discipline mais il a continué à servir le parti. Il a aussi contribué d'une manière remarquable à l'union du Parti Social-Démocrate Populaire (SHP) et le Parti républicain du peuple. En 2001, il a démissionné de toutes ses fonctions et mis fin à son adhésion au Parti républicain du peuple, dû à son désaccord politique avec le siège du parti.

## Vie privée
Il est marié avec une avocate, Melihat Öncel qui est la nièce de Gazanfer Bilge, champion aux Jeux olympiques de 1948 célébrés à Londres et un homme d'affaires célèbre en Turquie. Ils ont 2 filles et 1 fils. Son fils, Dr. Ahmet Feyyad Öncel a un doctorat de génie mécanique (« Heat Transfer Enhancement Caused by the Production of Sliding Vapor Bubbles in Laminar Subcooled Flow in a Narrow Channel »), de l'université de Houston au Texas).